# 귀틀집

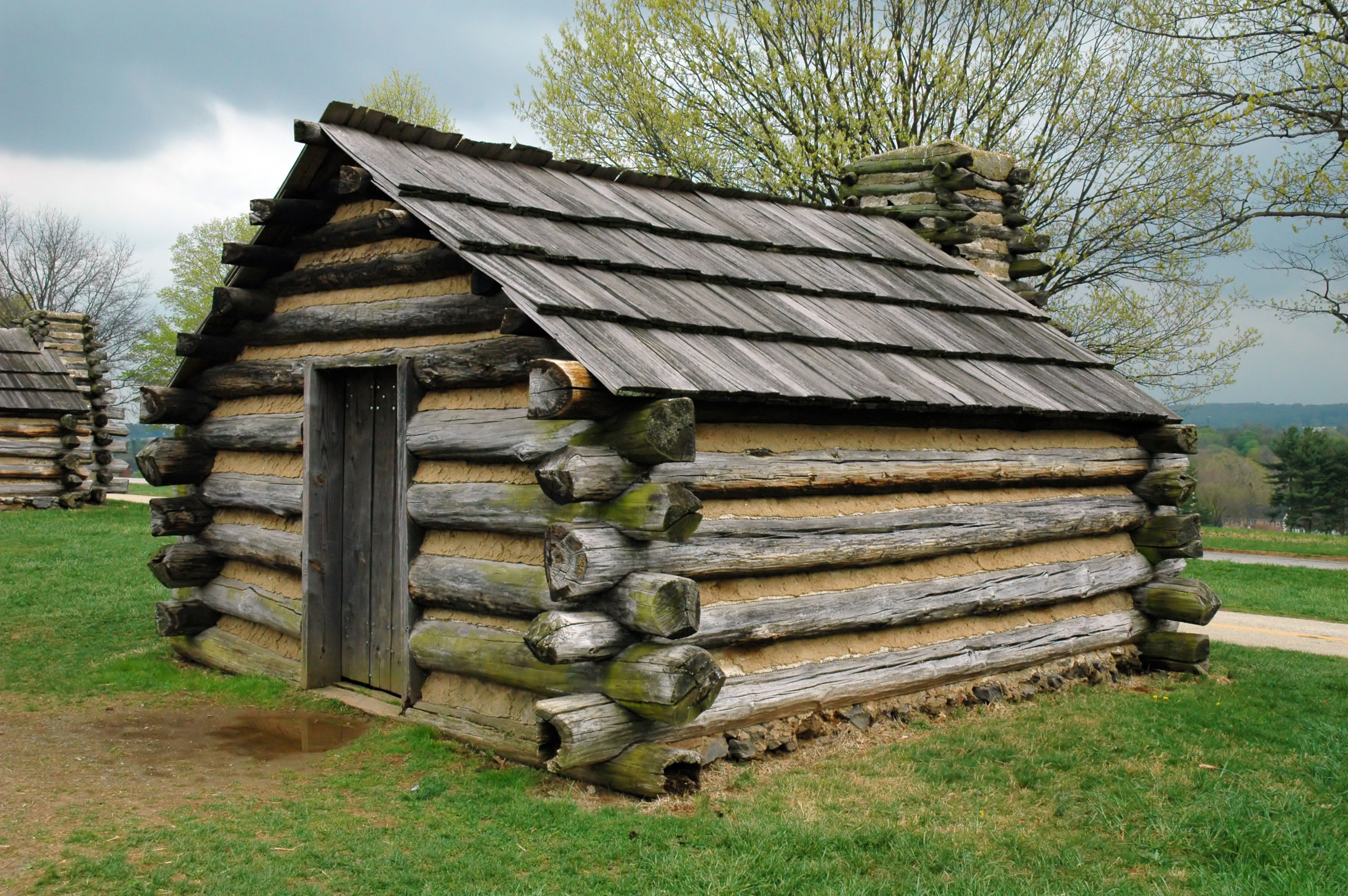
미국 독립전쟁 당시 조지 워싱턴의 병사들이 주둔했던 밸리 포지의 귀틀집 복원품.

귀틀집은 큰 통나무를 정(井)자 모양으로 층층에 맞추어 얹고 그 틈을 흙으로 메워 지은 집이다.

## 같이 보기
- 오두막집
- 산장
- 판잣집

## 참고 자료
- 이 문서에는 다음커뮤니케이션(현 카카오)에서 GFDL 또는 CC-SA 라이선스로 배포한 글로벌 세계대백과사전의 내용을 기초로 작성된 글이 포함되어 있습니다.